# ولسوالی نوزاد
نوزاد یکی از ولسوالی‌های ولایت هلمند در جنوب افغانستان است. جمعیت آن در سال ۲۰۱۲ میلادی ۴۹٬۵۰۰ نفر اعلام شده‌است. اکثر باشندگان این ولسوالی پشتون‌ها می‌باشند.